# Casa Teixidor Rimbau
La Casa Teixidor Rimbau és un edifici de Tarragona protegit com a Bé Cultural d'Interès Local.

## Descripció
És un edifici d'habitatges entre mitgeres amb planta baixa, entresòl i tres pisos construït sota la direcció de Magí Tomás Secall per Josep Teixidó Rimbau.
Ocupa una parcel·la molt regular que permet col·locar quatre obertures per pis a la façana. Amb la volada que es dona als balcons es busca establir una ordenació jeràrquica a l'edifici. La casa està dividida horitzontalment per una imposta central a l'altura dels forjats dels pisos. Les obertures dels baixos són arcs escarsers. El pis noble té a la zona central balconada seguida. Està coronat per un frontó i antigament amb balustres. La façana està construïda mitjançant maó i maçoneria arrebossada. A més l'ús de carreus el trobem a les cantonades, al marc i llosanes dels balcons. Cal destacar la manera de plantejar-se la planta baixa, per a la qual, i amb la finalitat de donar un aspecte molt més reforçat que a la resta, utilitzà carreus escairats. Destaca l'obra de serralleria.
Tot l'interès de la construcció rau en la disposició acadèmica dels balcons, en la contenció decorativa i en la disposició harmònica amb la resta d'alçats de la Rambla Nova.